# Curt Beskow
Curt Axel Beskow, född den 10 maj 1901 i Stockholm, död den 20 augusti 1984 i Helsingborg, var en svensk sjömilitär. Han var brorson till Fritz, Nils och Emanuel Beskow.
Beskow blev fänrik i flottan 1922 och löjtnant där 1924. Han genomgick Sjökrigshögskolans stabskurs 1930–1931, var lärare vid Sjökrigshögskolan 1934–1938, vid Flygkrigshögskolan 1942–1944 och sektionschef inom försvarets kommandoexpedition 1945–1948. Beskow blev kapten 1937 och kommendörkapten av andra graden 1942,  av första graden 1945. Han var marin- och flygattaché i Köpenhamn och Oslo 1949–1954 samt marinattaché i Washington och Ottawa 1954–1961. Beskow befordrades till kommendör 1950 och övergick som sådan till reserven 1961. Han var intendent vid konserthuset i Helsingborg 1964–1977. Beskow invaldes som ledamot av Örlogsmannasällskapet 1939. Han blev riddare av Svärdsorden 1943 och av Vasaorden 1948 samt kommendör av Svärdsorden 1954. Beskow vilar i södra minneslunden på Krematoriekyrkogården i Helsingborg.